# Всемирная туристская организация
Всеми́рная туристская организа́ция, ЮНВТО, ВТООН (англ. United Nations World Tourism Organization; UNWTO; фр. Organisation Mondiale du Tourisme; OMT; исп. Organización Mundial del Turismo; OMT) — специализированное межправительственное учреждение системы ООН, объединяющее 158 стран-участниц, 6 ассоциированных территорий, две территории в статусе наблюдателя и более 500 аффилированных организаций (2017 год). ЮНВТО действует на основании Устава и прилагаемых к нему Финансовых правил, вступивших в силу 2 января 1975 года и занимается развитием устойчивого и общедоступного туризма. Ведущая международная организация в сфере туризма.
Штаб-квартира находится в Мадриде. Генеральный секретарь — Зураб Пололикашвили (Грузия).
Высшим руководящим органом ЮНВТО является созываемая раз в два года Генеральная ассамблея.
Исполнительный совет является руководящим органом ЮНВТО и состоит из Действительных членов, избранных Ассамблеей по принципу один на каждые 5 Действительных членов. Срок полномочий членов Совета — четыре года. Каждые два года переизбирается половина членов Совета. Испания как страна, размещающая у себя штаб-квартиру ЮНВТО, имеет одно постоянное место в Исполнительном совете.

## История
Создана в Гааге в 1925 году как Международный конгресс официальных туристских ассоциаций (ICOTT). После Второй мировой войны переименована в Международный союз официальных туристских организаций (IUOTO; МСОТО) (со штаб-квартирой в Женеве), в который входили 109 национальных туристских организаций и 88 ассоциированных членов. Целями и задачами МСОТО были не только содействие развитию туризма в целом, но и использование всего лучшего, что мог дать туризм в качестве международного компонента торговли и стратегии экономического развития для развивающихся стран.
В 1967 году МСОТО преобразован в межправительственный орган, сотрудничающий с другими организациями — ВОЗ, ЮНЕСКО и другими. В 1969 году Генеральная Ассамблея ООН приняла резолюцию, в которой признавалась роль, которую преобразованный Международный союз официальных туристских организаций должен играть в сфере туризма. В 1974 году МСОТО был преобразован во Всемирную туристскую организацию. Первая генеральная ассамблея ВТО прошла в Мадриде в мае 1975 года. Там же разместился Секретариат ВТО.
Организация получила статус межправительственной (высший орган — ассамблея) и объединила министерства по туризму, генеральные комиссариаты, генеральные директораты или министерские службы, официальные национальные туристские организации более ста стран. Штаб-квартира первоначально располагалась в Женеве. В качестве официальных языков были приняты английский, французский, испанский и русский.
В 2003 году ВТО получила статус специализированного учреждения Организации Объединённых Наций и впоследствии стала называться UNWTO (ЮНВТО/ВТООН).
В 2006 году в состав ВТООН входило 150 стран, 7 территорий и около 300 ассоциированных членов, представляющих предприятия частного сектора, учебные заведения, туристские ассоциации и местные туристские администрации.
По состоянию на август 2014 года в состав Всемирной туристской организации входило 156 членов.

## Члены организации

Государства-члены ЮНВТО, отсортированные по регионам (на 2011 год)

Членами организации являются 158 государств.
Ряд развитых стран, в которых в том числе развит туризм (США, Великобритания, Бельгия, Новая Зеландия, страны Северной Европы, и т. д.), не являются членами Всемирной туристской организации.
Страны, которые ранее не состояли в ЮНВТО: Антигуа и Барбуда, Белиз, Великобритания, Дания, Доминика, Гренада, Гайана, Ирландия, Исландия, Кирибати, Коморские острова, Лихтенштейн, Люксембург, Маршалловы Острова, Микронезия, Науру, Новая Зеландия, Палау, Сент-Китс и Невис, Сент-Винсент и Гренадины, Сент-Люсия, Сингапур, Соединённые Штаты Америки, Соломоновы Острова, Сомали, Суринам, Тонга, Тувалу, Финляндия, Швеция, Эстония, Южный Судан.
Страны, ранее входившие во ВТООН, но покинувшие организацию по тем или иным причинам: Бельгия (до 1997), Канада (до 2012), Гренада (до 1997), Латвия (2005—2012).
Также есть 6 ассоциированных членов (Фламандское сообщество, Пуэрто-Рико, Аруба, Гонконг, Макао, Мадейра) и 2 наблюдателя (Святой Престол и Организация освобождения Палестины).

### По странам

#### Россия
Развитие туризма в СССР и необходимость решения большого числа вопросов международного туризма повлекло за собой сотрудничество Государственного комитета СССР по иностранному туризму (Госкоминтурист СССР), Центрального совета по туризму и экскурсиям ВЦСПС, Бюро международного молодёжного туризма «Спутник» ЦК ВЛКСМ и др. с международными туристскими институтами.
1975 год считается годом официального вступления России в ЮНВТО, когда Госкоминтурист СССР стал действительным членом только что созданной Всемирной туристской организации на основе МСОТО.
В период с 1993 по 1997 года и с 2001 по 2005 года Россия была членом Исполнительного совета, а в 2003 и 2004 года — единогласно избиралась на пост Председателя Исполнительного совета. В этот период (23 декабря 2003 года) по решению Генеральной ассамблеи ООН Всемирная туристская организация приобрела статус специализированного учреждения системы ООН. На протяжении 2003—2007 годов Россия входила в состав Бюджетно-финансового комитета организации.
В 2007 году на 47-м заседании Комиссии для Европы ЮНВТО, прошедшей в рамках 17-й сессии Генеральной ассамблеи, Россия, набрав наибольшее количество голосов (25), была избрана в состав Исполнительного совета на период 2007—2011 гг. Таким образом, до 2009 года Европейский регион в Исполнительном совете был представлен следующими странами: Венгрия, Германия, Испания, Италия, Казахстан, Португалия, Россия, Сан-Марино, Франция.
Из аффилированных членов Всемирной Туристкой организации при ООН, Россию представляет 14 организаций.
26 апреля 2022 года организация решила проголосовать по вопросу исключения России из-за войны против Украины, а после этого Россия подала заявку на выход из организации. 27 апреля 2022 года проголосовали и исключила Россию, намного превысив требуемое большинство в две трети голосов. (В соответствии с уставом решение по исключению вступает в силу незамедлительно, в то время как добровольный выход может быть принят только через год после запроса о нем.)
10 июня 2022 года премьер-министр РФ Михаил Мишустин подписал распоряжение о выходе России из Всемирной туристской организации.

## Структура ВТООН
Структура ВТООН:
- Генеральная ассамблея
- Исполнительный совет
- Региональные комиссии
- Комитеты
- Секретариат

В ЮНВТО действует шесть региональных комиссий, которые проводят заседания не реже одного раза в год и состоят из всех Действительных и Ассоциированных членов из соответствующего региона:
- Африка — 48 стран
- Американский регион — 23 страны
- Восточная Азия и Тихоокеанский регион — 18 стран
- Южная Азия — 9 стран
- Европа — 44 страны, из них членов Европейского союза — 20
- Ближний Восток — 12 стран

В ЮНВТО существуют также специальные комитеты, образованные членами Всемирной туристской организации для разработки рекомендаций по управлению и содержанию программы работы.

## Генеральные ассамблеи
20-я сессия Генеральной ассамблеи — высшего руководящего органа организации — прошла с 24 по 29 августа 2013 года в Виктория-Фолс (Зимбабве).
22-я сессия Генеральной ассамблеи Всемирной туристской организации прошла с 11 по 16 сентября 2017 года в городе Чэнду (Китай).
23-я сессия Генеральной Ассамблеи Всемирной туристской организации прошла осенью 2019 года в г. Санкт-Петербург (Россия). На мероприятие были приглашены представители 156 стран. 13 июля 2018 года в рамках визита делегации ЮНВТО в Санкт-Петербург был подписан меморандум о сотрудничестве между Всемирной туристкой организацией и Правительством Санкт-Петербурга.

## Задачи
Основными задачами Всемирной туристской организации являются:
- Оказание помощи международному туризму с целью развития туристской отрасли экономики стран-членов и укрепления дружеских и культурных связей
- Борьба против любых препятствий свободному международному передвижению людей
- Сбор и последующее распространение технической информации по всем видам туризма
- Научно-исследовательская работа в области туризма
- Координация туристской деятельности в региональном и межрегиональном масштабе
- Сотрудничество с ООН и другими международными организациями, заинтересованными в развитии туризма.

## Сотрудничество

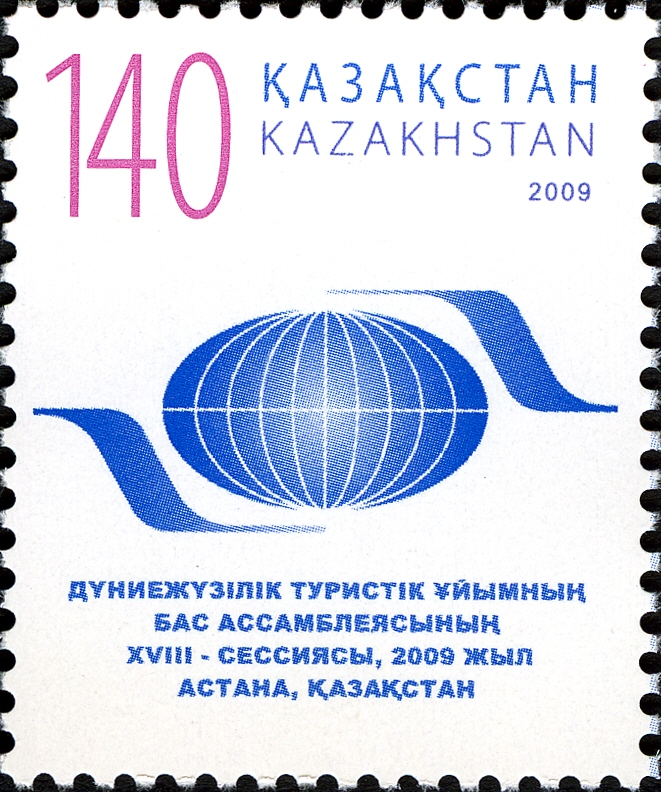
Почтовая марка Казахстана, посвящённая XVIII Сессии Всемирной Туристской Организации (Астана, 2009 год)

Всемирная туристская организация финансирует и реализует проекты развития в сфере туризма, передает опыт туристской деятельности развивающимся странам в целях устойчивого развития. ВТООН является исполнительным агентством Программы развития ООН.
В 2002 была одобрена программа ВТООН и ЮНКТАД «Устойчивый туризм — залог искоренения нищеты», направленная на решение задач: устойчивое развитие туризма и искоренение нищеты.
Крупные проекты ВТООН:
- Генеральный план развития туризма в Пакистане (2001)
- Генеральный план развития туризма в провинциях Китая (2000—2002)
- Развитие национальных парков в Руанде (1999)
- Стратегия развития туризма в Молдавии (1999)